# Шёппенштедт
Шёппенштедт (нем. Schöppenstedt) — город в Германии, в земле Нижняя Саксония.
Входит в состав района Вольфенбюттель. Подчиняется управлению Шёппенштедт. Население составляет 5360 человек (на 31 декабря 2010 года). Занимает площадь 39,65 км². Официальный код — 03 1 58 027.
| Год  | Население |
| ---- | --------- |
| 1990 | 5731      |
| 1995 | 5949      |
| 2000 | 6039      |
| 2005 | 5888      |
| 2010 | 5457      |